# Ново-Альфимово
Ново-Альфимово — деревня в Удомельском городском округе Тверской области.

## География
Деревня находится в северной части Тверской области на расстоянии приблизительно 13 км на восток по прямой от железнодорожного вокзала города Удомля.

## История
Известна с 1859 года как владение помещика Певцова Григория Алексеевича. Дворов (хозяйств) в ней было 14 (1859 год), 27 (1886), 30 (1911), 27 (1961), 16 (1986), 7 (1999). В советское время работали колхозы «Новая Жизнь», «Трудовик», «Актив» и совхоз «Еремковский». До 2015 года входила в состав Еремковского сельского поселения до упразднения последнего. С 2015 года в составе Удомельского городского округа.

## Население
Численность населения: 92 человека (1859 год), 139 (1886), 173 (1911), 69 (1961), 23 (1986), 7 (русские 100 %) в 2002 году, 15 в 2010.